# Міоцен

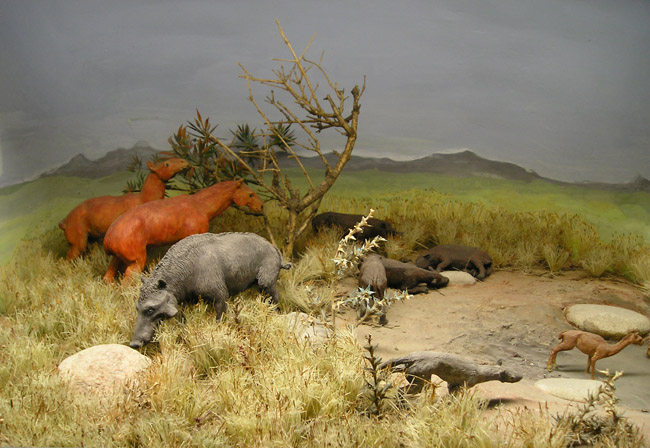
Реконструкція міоценового краєвиду

| Система/ Період                                                        | Відділ/ Епоха  | Ярус/ Вік                | Вік (млн років) | Вік (млн років) |
| ---------------------------------------------------------------------- | -------------- | ------------------------ | --------------- | --------------- |
| Четвертинний, Q                                                        | Плейстоцен, Q1 | Гелазький                | молодше         | молодше         |
| Неоген, N                                                              | Пліоцен, N2    | П'яченцький, N2pla       | 2,58            | 3,60            |
| Неоген, N                                                              | Пліоцен, N2    | Занклійський ярус, N2zan | 3,60            | 5,33            |
| Неоген, N                                                              | Міоцен, N1     | Мессінський, N1mes       | 5,33            | 7,25            |
| Неоген, N                                                              | Міоцен, N1     | Тортон, N1tor            | 7,25            | 11,63           |
| Неоген, N                                                              | Міоцен, N1     | Серравалійський, N1srv   | 11,63           | 13,82           |
| Неоген, N                                                              | Міоцен, N1     | Лангійський, N1lan       | 13,82           | 15,97           |
| Неоген, N                                                              | Міоцен, N1     | Бурдігальський, N1bur    | 15,97           | 20,44           |
| Неоген, N                                                              | Міоцен, N1     | Аквітанський, N1aqt      | 20,44           | 23,03           |
| Палеоген, P                                                            | Олігоцен, Р3   | Хаттський, Р3h           | старіше         | старіше         |
| Підрозділи неогенової системи наведені згідно МКС, станом на 2018 рік. |                |                          |                 |                 |
| п о р                                                                  |                |                          |                 |                 |

Міоце́н (від дав.-гр. μείων — «менший», «менш значний» і καινός — «новий», «сучасний») — рання епоха неогенового періоду, почалася 23,03 мільйонів років тому і закінчилася 5,333 мільйонів років тому. Міоцену передував олігоцен, а після нього настав пліоцен.

## Загальна характеристика
Епоха характерна активним горотворенням. Відклади, що утворилися, становлять міоценовий відділ. В Україні вони поширені в Передкарпатті, Закарпатті, на Волино-Подільській плиті, Причорноморській западині та в Криму.
Міоцену дав це ім'я Чарльз Лаєлл. Ця назва означає «менш новий, старіший», тому що в цей час існувало лише 18 % сучасних морських безхребетних. Міоцен настав після теплішого олігоцену; за міоценом іде холодніший пліоцен. Міоцен — це перша епоха періоду неоген.

## Віки
Віки міоцену — від молодіших до старіших:
| Мессінський    | 7,246—5,333 млн років тому |
| Тортонський    | 11,63—7,246 млн років тому |
| Серравальський | 13,82—11,63 млн років тому |
| Лангійський    | 15,97—13,82 млн років тому |
| Бурдігальський | 20,44—15,97 млн років тому |
| Аквітанський   | 23,03—20,44 млн років тому |

Такий поділ обумовлений присутністю різних видів мікроорганізмів (одноклітинні коричневі водорості; форамініфери — найпростіші), що залишили вапняні відкладення. По два віки, відповідно, формують ранній, середній та пізній міоцен.

## Клімат
Клімат залишається помірно теплим, але глобальне охолодження, що веде до льодовикового періоду у плейстоцені, продовжується.
Міоценове потепління почалося 21 мільйон років тому і припинилося 14 мільйонів років тому. 8 мільйонів років тому температура впала знову; крижаний шар Антарктиди вже тоді мав сучасні площу та товщину. Можливо, крижаний шар Гренландії почав з'являтися теж 7—8 мільйонів років тому. Але на решті території клімат був досить теплим, що сприяло подальшому розвитку лісових екосистем у пліоцені.

## Палеогеографія
Континенти продовжують свій рух у напрямку сучасного розташування. Не вистачало лише суходолу між Північною та Південною Америками. Почався ріст Анд.
На заході Північної Америки та у Європі у цей час теж формувалися гірські масиви.
Індія продовжувала свій рух у напрямку Азії. Африка теж почала приєднуватися до Євразії у турецько-арабському регіоні між 19 та 12 мільйонами років тому. Наприкінці міоцену такі рухи спричинили тимчасове висихання Середземного моря.
Глобальне похолодання призвело і до того, що клімат став менш вологим, особливо це було помітним у Австралії, де дощі стали рідкістю вже у пізньому міоцені.

## Океани

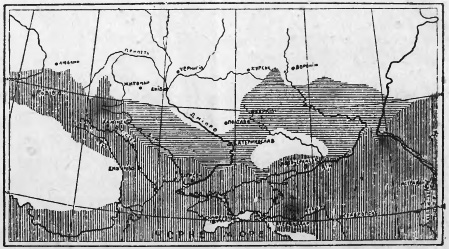
Терени України в середині міоцену: III глибоке море; перештриховане впоперек  —  мілка вода, солодка; білі, незаштриховані місця  —  суша

Океани продовжували охолоджуватися. Полюси планети повністю вкрилися кригою.

## Флора та фауна
Степи витіснили ліси у зв'язку із охолодженням та висиханням повітря. Трави також розділилися на безліч різних видів; це сприяло, у свою чергу, поширенню травоїдних тварин, у тому числі й жуйних.
Морська та наземна фауна була досить схожа на сучасну, але морські ссавці ще не були так поширені. Лише в ізольованих Південній Америці та Австралії фауна залишалася досить різноманітною. Ссавці теж мали сучасні риси — бобри, верблюди, вовки, єноти, кити, коні, та олені.
Серед птаства ворони, качки тощо теж з'явилися у міоцені. Вважають, що до кінця епохи усі сучасні біологічні родини птахів вже були сформовані. Морські птахи теж значно поширилися в цю епоху. Серед вимерлих нині видів виділявся своїми розмірами келенкен.
Розросталися і бурі водорості, завдяки чому підтримувалися все нові й нові види морських тварин, у тому числі різні риби та безхребетні. Китоподібні розвиваються; з'являються деякі сучасні роди цих тварин, наприклад, вже існували кашалоти (Physeter catodon). Ластоногі тварини, що з'явилися вже наприкінці олігоцену, стають залежнішими від води.
Важливим також є і те, що вже існували близько 100 видів мавп. Вони були поширені по усьому Старому Світу. Ці тварини розрізнялися за розміром, анатомією, живленням. Повністю не з'ясовано, які саме мавпи були пращурами гомінід, але молекулярні докази дають змогу твердити, що такі тварини жили вже між 15 та 12 млн років тому.